# Postgebäude am Antonsplatz

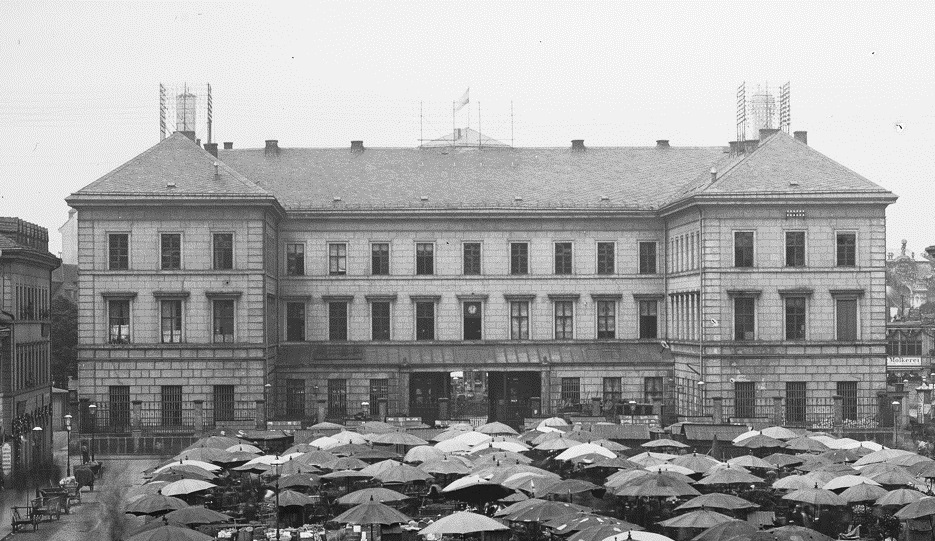
Vorderseite am Antonsplatz

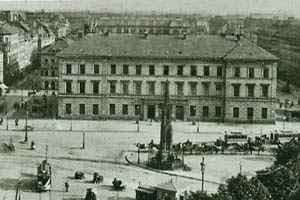
Rückseite am Postplatz mit Cholerabrunnen (1893)

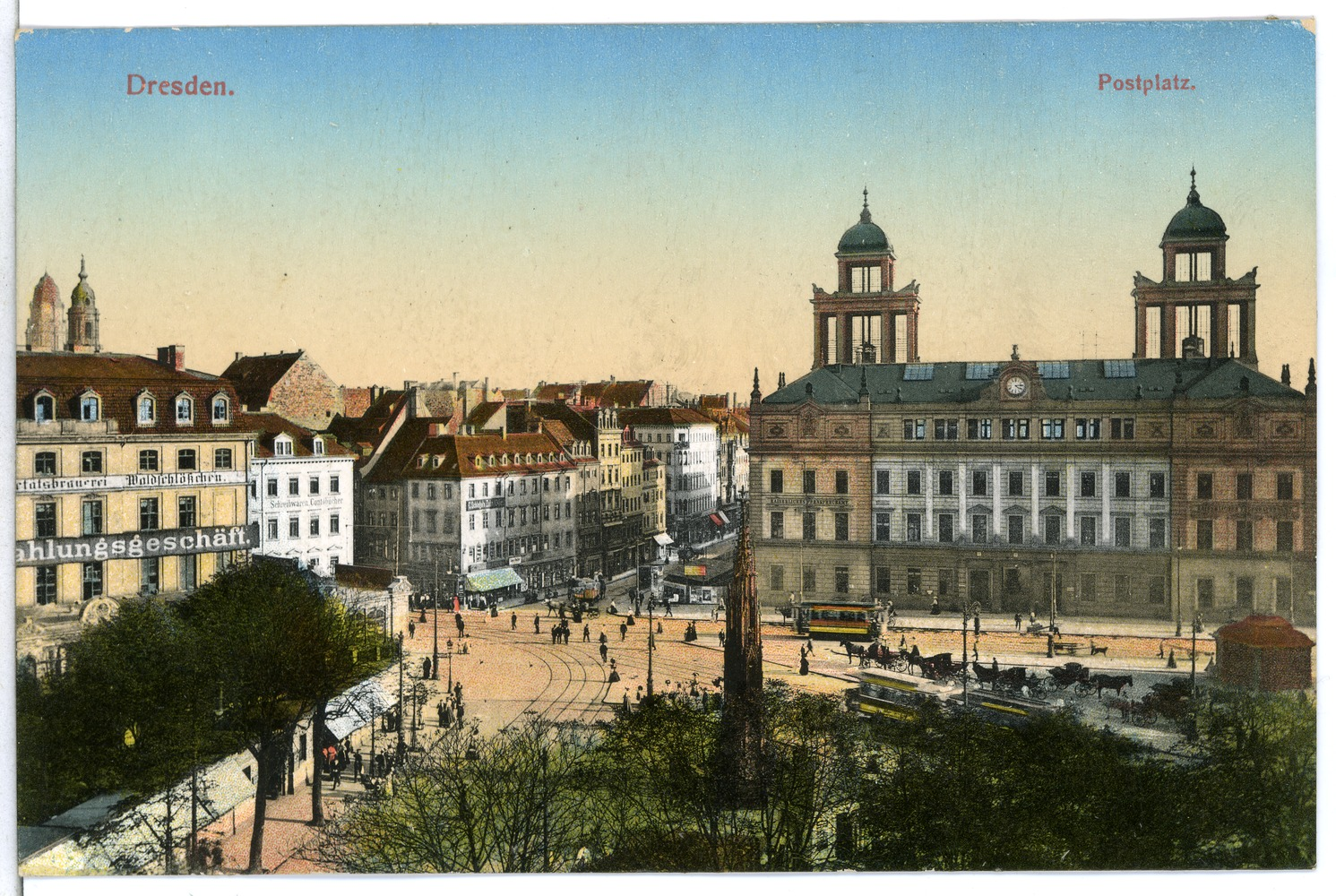
Postplatz mit Postgebäude (1911)

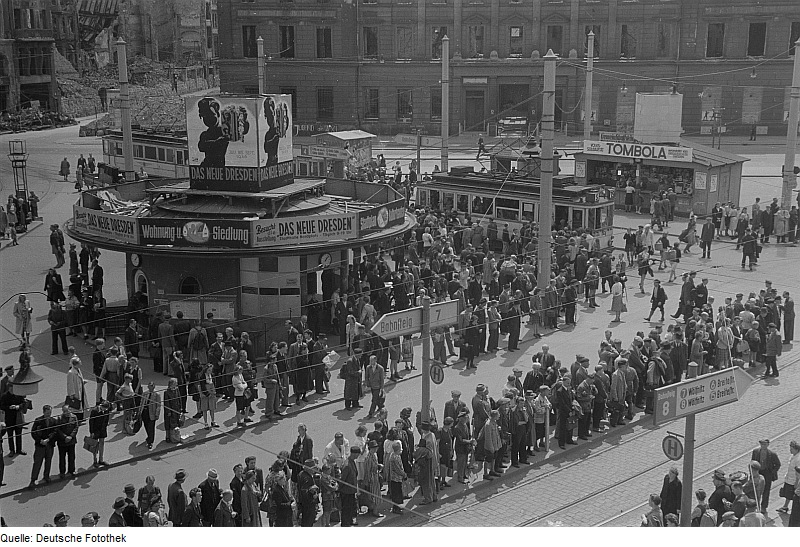
Postplatz mit „Käseglocke“, im Hintergrund das beschädigte Fernsprechamt (1946)

Das Postgebäude am Antonsplatz in Dresden war ein 1830–1832 erbautes Postdienstgebäude, das mehrfach durch Anbau und Aufstockung verändert wurde. Ursprünglich ein „klargegliederter und klassizistischer“ Bau, war diese Gestaltung später kaum noch erkennbar. Ab 1906 beherbergte das Gebäude das Fernsprechamt Dresden. Bei den Luftangriffen auf Dresden 1945 wurde es stark beschädigt und blieb zunächst als Ruine stehen, bis es nach sieben Jahren Verfall 1952 abgebrochen wurde.

## Baugeschichte
Das Gebäude entstand 1830–1832 nach Plänen der Architekten Albert Geutebrück und Joseph Thürmer auf dem Gelände der vormaligen Bastion Saturn. Es war ein dreigeschossiger Dreiflügelbau mit flachem Walmdach. Die Vorderfassade befand sich an der nördlichen Stirnseite des Antonsplatzes und war eine von Thürmer gestaltete klassizistische Sandstein-Schauffassade. Diese war in 15 Achsen unterteilt, während die Seitenrisalite dreiachsig waren. In der Mittelachse befand sich ein Portikus. Das Erdgeschoss war gequadert. Es war ein „schlichter und klassizistischer“ Bau.
Entsprechend der gestiegenen Bedeutung des nördlich gelegenen Postplatzes, wurde die ursprüngliche Rückseite des Hauses später seine neue Vorderseite. Ende der 1840er Jahre erfolgte ein erster Anbau. Bei einem Umbau wurde 1893 ein viertes Geschoss mit durchbrochenen Ecktürmen für die Isolatorenträger der von hier ausgehenden Telegrafen- und Telefonleitungen sowie ein Pyramidendach auf der nunmehrigen Rückseite am Antonsplatz hinzugefügt. Die Fassade zeigte daraufhin einen Schweifgiebel in der Mittelachse, eine Pilastergliederung sowie verschiedene Fensterverdachungen und eine Quaderung der Fassade in den oberen Geschossen. 
Auf der gegenüberliegenden Straßenseite der Marienstraße wurde 1901–1906 das neue Postamt Dresden 1 als Erweiterungsbau der Oberpostdirektion Dresden (Annenstraße/Am See) erbaut, seitdem wurde das alte Postgebäude offiziell als Fernsprechamt bezeichnet. 1911–1912 wurde zwischen den Ecktürmen am Antonsplatz ein neuer Südflügel erbaut.